# Jaumea carnosa
Jaumea carnosa là một loài thực vật có hoa trong họ Cúc. Loài này được (Less.) A.Gray mô tả khoa học đầu tiên năm 1874.